# Fältlinje
En fältlinje är en linje som ritas för att grafiskt åskådliggöra riktningen i en del av ett vektorfält. Man ritar ofta flera fältlinjer i samma figur för att ge en uppfattning om riktningen i större delar av fältet. Vektorfält har vanligtvis tredimensionell utsträckning, men man måste begränsa sig till två dimensioner om man ska illustrera det med fältlinjer i en figur.
Fältlinjer är alltså till för att illustrera fältets riktning på några olika ställen, men säger i allmänhet ingenting om hur fältets styrka varierar. För kraftfält (elektriska fält, magnetfält, gravitationsfält) kan man dock lägga fältlinjerna så att linjetätheten visar hur starkt fältet är i olika områden. Fältlinjer kan också ha pilar som visar vilket håll som räknas som positiv riktning.

## Exempel

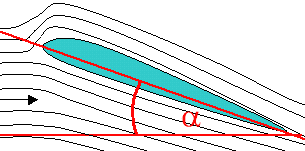
Strömlinjer – fältlinjer som visar luftens strömning kring en flygplansvinge.

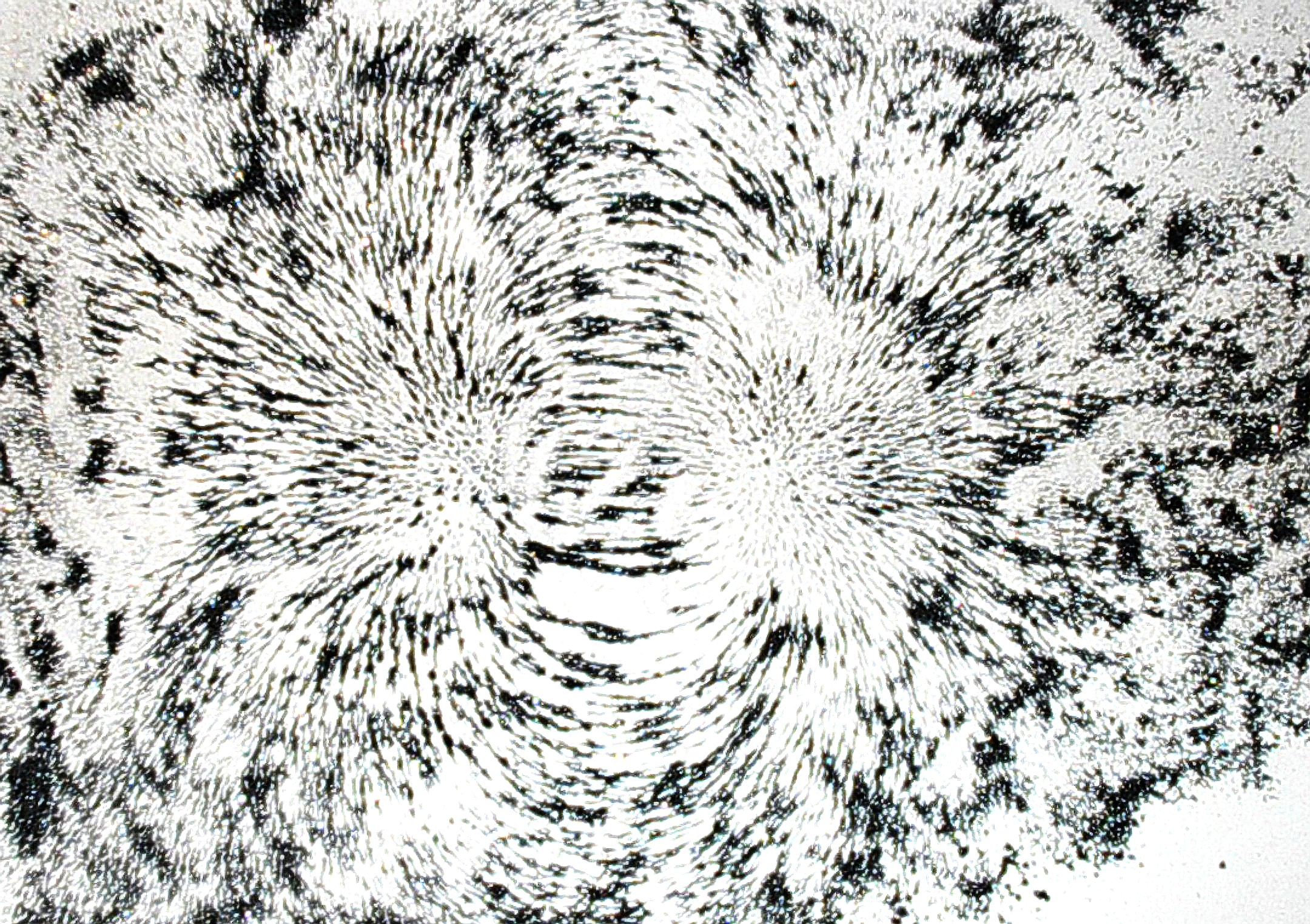
En magnet under ett papper får järnfilspån att bilda ett mönster som liknar fältlinjer.

Luftens strömning förbi en flygplansvinge har både storlek och riktning som är olika i olika punkter. Det är alltså ett typiskt vektorfält. I en tvådimensionell figur kan man rita ett tvärsnitt av vingen och lägga in några fältlinjer. De utgör exempel på banor för luft som passerar över respektive under vingen. I verkligheten finns naturligtvis luft som rör sig även mellan de fältlinjer man valt att rita, men ritar man ut alla luftbanorna blir figuren helt svart av fältlinjer och därmed intetsägande.
Om man lägger ett papper ovanpå en magnet och strör järnfilspån på papperet kommer spånet att ordna upp sig efter magnetfältet. Men järnfilspån har samtidigt en förmåga att förstärka magnetfält. Enskilda spån påverkar därför varandra och de tenderar att samlas i strängliknande fragment. Det får inte misstolkas som att själva magnetfältet är randigt och att det skulle finnas områden mellan ränderna som saknar magnetfält.